# Brendan McDowell
Brendan McDowell (* 12. März 1992 in Sydney) ist ein australischer Eishockeyspieler, der seit 2012 bei den Mustangs IHC in der Australian Ice Hockey League unter Vertrag steht.

## Karriere
Brendan McDowell begann seine Karriere als Eishockeyspieler beim Mustangs IHC in Melbourne, für den er bis heute in der Australian Ice Hockey League spielt. 2013 spielte er daneben auch bei den Melbourne Red Wings, deren Kapitän er war, in der Australian Junior Ice Hockey League. 2014 gewann er mit den Mustangs den Goodall Cup, die australische Meisterschaft. In der Spielzeit 2016 kam er zudem zu einigen Einsätzen beim Braves Ice Hockey Club in der unterklassigen Ice Hockey Victoria Premier League.

### International
Für Australien nahm McDowell im Juniorenbereich an der U18-Weltmeisterschaft der Division II 2010 und der der U20-Weltmeisterschaft 2011 jeweils in der Division II auf dem Eis.
Im Herrenbereich stand er im Aufgebot seines Landes bei den Weltmeisterschaften der Division II 2014 und 2015.

## Erfolge und Auszeichnungen
- 2014 Goodall-Cup-Gewinn mit dem Mustangs IHC